# Porto de Ubu
Porto de Ubu é um terminal marítimo brasileiro localizado no litoral do Espírito Santo no município de Anchieta, próximo ao povoado de Ubu.
O local é administrado pela empresa Samarco Mineração, que é uma joint-venture entre a BHP Billiton e a Vale. Com dois berços de atracação o porto é especializado no embarque de minério de ferro e pellets. O porto é acessado pelas rodovias BR-101, BR-262, ES-146 e Rodovia do Sol, o avesso marítimo é balizado por sete bóias.